# جزیره سباتیک
جزیره سباتیک (اندونزیایی/مالایی: Pulau Sebatik) جزیره‌ای در شرق بورنئو است که بخشی از آن در اندونزی و بخشی دیگر در مالزی قرار دارد. این جزیره یکی از ۹۲ جزیره بیرونی رسمی اندونزی است.
سباتیک دارای مساحت ۴۵۲٫۲ کیلومتر مربع (۱۷۴٫۶ مایل مربع) است. حداقل فاصله میان سباتیک و برونئو ۱ کیلومتر (۰٫۶۲ مایل) است.